# Antiguo Seminario de Lérida

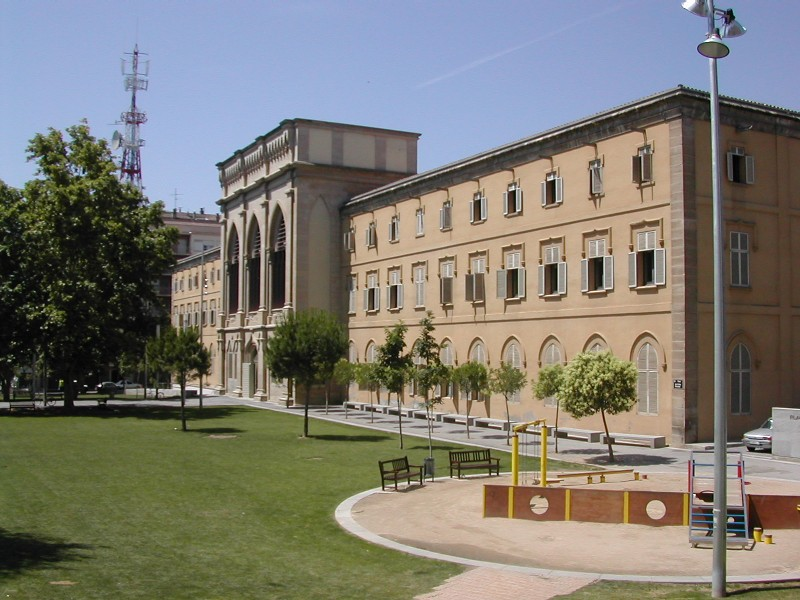
Seminario de Lérida.

El Seminario de Lérida es un edificio del municipio de Lérida (España) protegido como bien cultural de interés local. Fue construido en 1894 y está situado en la rambla de Aragón.

## Descripción
Es un edificio compacto, de gran superficie, con cuatro patios-claustro, semisótano, planta baja y dos plantas piso. La fachada es de estilo clásico con eje de simetría central, remarcando la zona noble con un frontispicio de tres grandes ventanales de inspiración gótica, rematados por un arquitrabe de arcos y cornisas y vidrieras de colores. Dispone de muros de carga, pórticos y vueltas en los claustros, viguetas metálicas con bovedillas y cubierta de madera con teja árabe.

## Historia
El obispo Pedro Cirilo de Uriz Labayru (obispo de Lérida entre 1850 y 1872) ensanchó el antiguo seminario, construyendo nuevas aulas y aumentando la biblioteca.
En el final de la Guerra Civil, fue habilitado por las tropas franquistas como campo de concentración de prisioneros republicanos, manteniendo esta función hasta julio de 1939.
En 1984 se iniciaron las obras de reconstrucción y ampliación para convertirse en sede del Estudio General de Lérida.